# 東部航空管区
東部航空管区（とうぶこうくうかんく、ウクライナ語: Повітряне командування «Схід»）は、ウクライナ空軍の航空管区の一つ。2017年1月27日付けウクライナ大統領令No12/2017に基づいて新編された。
ドニプロペトロウシク州ドニプロに司令部を置き、ウクライナ東部の防空を担任する。

## 編制
東部航空管区の編制は以下のとおりとなる。

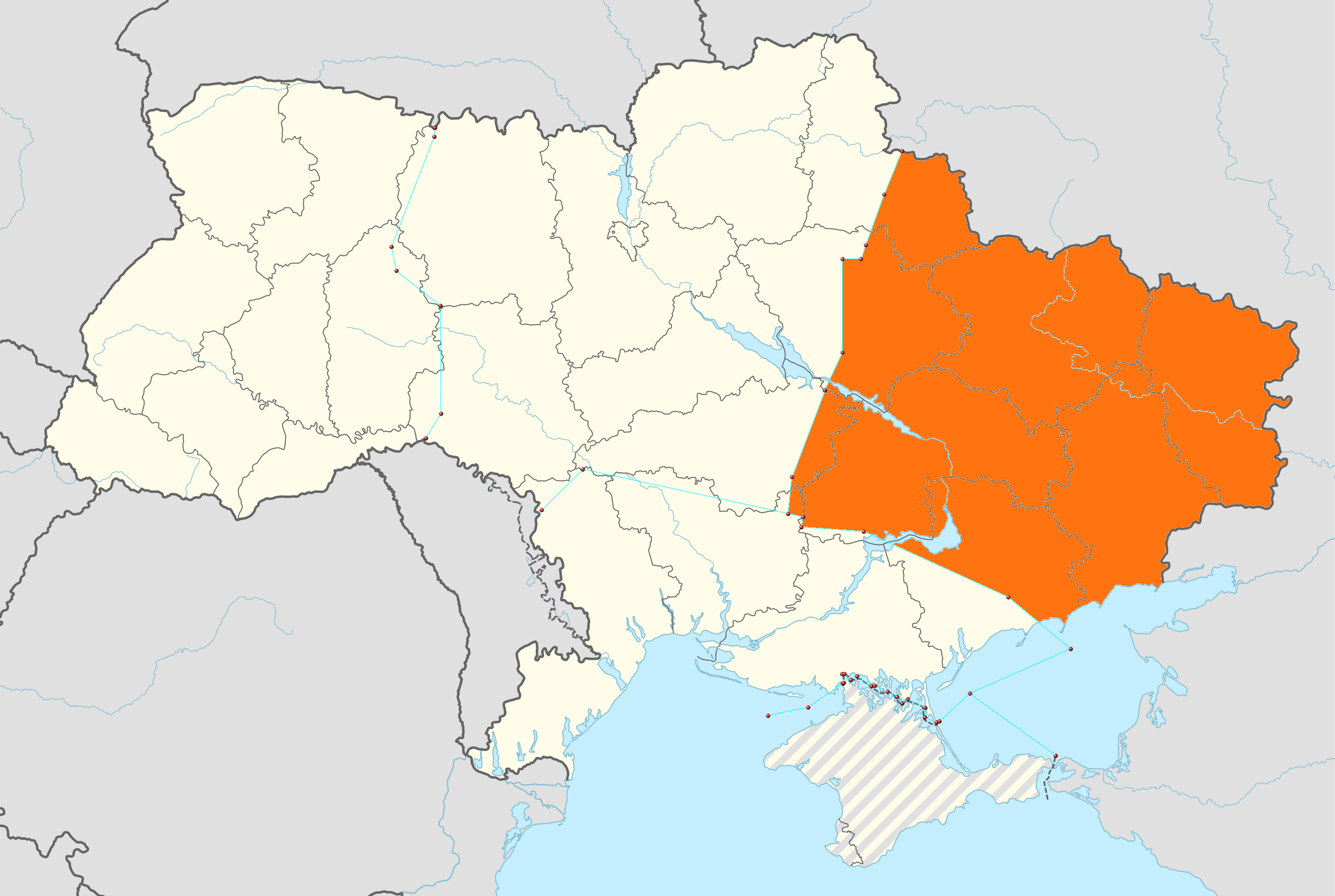
東部航空管区の担任地域

- 東部航空管区司令部（ドニプロペトロウシク州ドニプロ）
  - 第138高射ミサイル旅団（ドニプロペトロウシク州ドニプロ） - S-300PT
  - 第225高射ミサイル連隊（ウクライナ語版）（ポルタヴァ州ポルタヴァ）
  - 第301高射ミサイル連隊（ウクライナ語版）（ドニプロペトロウシク州ニーコポリ） - S-300PS/PT
  - 第302高射ミサイル連隊（ウクライナ語版）（ハルキウ州ハルキウ） - S-300PT
  - 第164電波技術旅団（ウクライナ語版）（ハルキウ州ハルキウ）
  - 第57独立指揮通信連隊（ドニプロペトロウシク州ドニプロ）
  - 第196管制警戒センター
  - 第46司令部防護支援隊
  - 第85航空管区事務所（ドネツィク州クラマトルスク）

## 歴代司令官
| 代 | 氏名                                                     | 階級 | 在任期間    |
| -- | -------------------------------------------------------- | ---- | ----------- |
| 1  | ヴァレンティン・ルイストパド Листопад Валентин Антонович | 大佐 | 2017        |
| 2  | オレグ・ストルシンスキー Струцінський Олег Васильович    | 少将 | 2018 - 2020 |
| 3  | イヴァン・テレブカ Теребуха Іван Миколайович             | 少将 | 2020 -      |